# Østalperne
Østalperne er betegnelsen for de dele af Alperne, som ligger øst for linjen Bodensøen–Rhinen–Splügenpasset–Comosøen. Schweiz, Italien, Liechtenstein, Østrig, Tyskland og Slovenien har andele af Østalperne. Afgrænsningen ligger ikke helt fast, hvilket ses, når man i Italien kun refererer til delene øst for Brennerpasset som «Østalperne» (resp. Alpi Orientali). Østalperne kan på grundlag af geologiske og geomorfologiske forhold videre inddeles i de nordlige Kalkalper, Centralalperne og de Sydlige Kalkalper
Østalpernes eneste bjergtop over 4.000 moh. er Piz Bernina (4.049 moh.). De er dermed noget lavere end Vestalperne, (som når 4.808 moh. i Mont Blanc), men gennemgående bredere (op til 250 km) end disse. Østalperne består af en række bjergkæder, som strækker sig i øst–vestlig retning, og som adskilles af flere større floder (Inn, Salzach, Enns; Rienz, Drau, Mur). Dalene på tværs af denne hovedretning (dvs. mod nord eller syd) er stort set forholdsvis korte, trange og bratte.
I øst opdeler de forskellige bjergkæder sig vifteformet: de nordlige Kalkalper bøjer af mod nord, hvor de næsten møder Böhmerwald. Centralalpernes, hovedkam bøjer af mod nordøst i retning af Karpaterne. En del mindre kæder med bl.a. Fischbach Alperne slutter i det ungarske sletteland (Det pannoniske bækken) i øst, mens De sydlige Kalkalper vender sig mod syd og fortsætter i de Dinariske Alper og deres karstplateauer.